# Jayson Blair
Jayson Blair (17. května 1984, Detroit, Michigan, Spojené státy americké) je americký herec, který se objevil v několika filmech a televizních seriálech, včetně Těžké časy RJ Bergera (2010–2011) a Úplně normální (2012–2013).

## Životopis
Blair se narodil v Detroitu. Navštěvoval střední školu L'Anse Creuse High School-North v Macomb Township v Michiganu, kde také hrál tenis. Po matuře se objevil v reklamách pro Taco Bell, Pizza Hut a Honda Civic.

## Filmografie

### Film
| Rok  | Název                      | Role            | Poznámky            |
| ---- | -------------------------- | --------------- | ------------------- |
| 2006 | Convincing Benny           | Pozorující kluk | krátkometrážní film |
| 2007 | Succubus: Hell Bent        | Jason           |                     |
| 2008 | Velká hra                  | Mark            |                     |
| 2009 | Murder Squad               | Ryan Newcomb    |                     |
| 2010 | The Steamroom              | Kluk            |                     |
| 2010 | Public Relations           | Kevin           |                     |
| 2012 | Detention of the Dead      | Brad            |                     |
| 2013 | In Sickness and In Health  | Brian           | krátkometrážní film |
| 2014 | Whiplash                   | Travis          |                     |
| 2014 | #Stuck                     | Rick            |                     |
| 2014 | Free Fall                  | Ray             |                     |
| 2016 | The Dog Lover              | Will Holloway   |                     |
| 2017 | Unforgettable              | Jason           |                     |
| 2018 | Haunting on Fraternity Row | Tanner          |                     |
| 2019 | Trip's Duplage             | strážník Everly | krátkometrážní film |
| —    | Married Young              | Stuart          |                     |
| —    | Venus as a Boy             | Martin          |                     |

### Televize
| Rok     | Název                                    | Role                        | Poznámky                               |
| ------- | ---------------------------------------- | --------------------------- | -------------------------------------- |
| 2006    | Kriminálka New York                      | Albert Linehart/'Y Monster' | díl: „Oedipus Hex“                     |
| 2008    | Hot Hot Los Angeles                      | Ty                          | 7 dílů                                 |
| 2009    | My Date                                  | Stephan                     | díl: „Love is Blind“                   |
| 2009    | Glee                                     | Chris                       | díl: „Návrat nezdárné dcery“           |
| 2009    | Hrdinové                                 | mladý Nathan                | díl: „Přijetí reality“                 |
| 2010    | Rizzoli & Isles: Vraždy na pitevně       | Brandon Lewis               | díl: „She Works Hard for the Money“    |
| 2010-11 | Těžké časy RJ Bergera                    | Max Owens                   | hlavní role, 24 dílů                   |
| 2011    | Myšlenky zločince: Chování podezřelých   | Mike                        | díl: „Jane“                            |
| 2011    | The Protector                            | Frederick Ralston           | díl: „Safe“                            |
| 2011    | Metro                                    | Tom T.                      | televizní film                         |
| 2012    | Closer                                   | Paul Woods                  | díl: „Fool's Gold“                     |
| 2012    | 2 Socky                                  | Brendon                     | díl: „A jarní prázdniny“               |
| 2012    | V těle boubelky                          | Chase Black                 | díl: „Jane's Getting Married“          |
| 2012-13 | Úplně normální                           | Clay Clemmens               | hlavní role, 22 dílů                   |
| 2014    | Keep It Together                         | Chip                        | televizní film                         |
| 2015-16 | Mladí a hladoví                          | Jake Kaminski               | 5 dílů                                 |
| 2016    | 12 Deadly Days                           | Freddie 'Freddy' Fishstick  | internetový seriál, 2 díly             |
| 2016    | That's What She Said                     | Nick                        | mini-seriál                            |
| 2016    | Cooper Barrett's Guide to Surviving Life | Thom                        | díl: „How to Survive Being a Plus One“ |
| 2018    | Life Sentence                            | Aiden Abbott                | hlavní role, 13 dílů                   |
| 2019    | Máma                                     | DJ                          | díl: „Goat Yogurt and Ample Parking“   |
| 2020    | Záchranáři L.A.                          | Jake                        | díl: „The Taking of Dispatch 9-1-1“    |
| —       | Brand New Cherry Flavor                  | Jules Brandenberg           |                                        |